# Блукальці
«Блукальці», також ΠΛΑΝΗΤΕΣ (яп. プラネテス, пуранетесу) — манґа Макото Юкімури, що виходила у сейнен-журналі Morning з 1999 по 2004 рік. На основі манґи був зроблений однойменний 26-серійний аніме-серіал, що був знятий аніме-студією Sunrise та показувався на NHK з жовтня 2003 року до квітня 2004. Вважається одним з найбільш реалістичних аніме про космос. У манзі йдеться про незвичайну й дуже різнохарактерну компанію збирачів космічного сміття на навколоземній орбіті у 2075 році.

## Сюжет
Серіал розповідає про трудові дні Відділу Розчищення Космічного Сміття — підрозділу корпорації «Текнора», що знаходиться на орбітальній станції ISPV-7. Згідно з угодою Ліги — наступником ООН, в якій переважне право голосу мають розвинені країни — всі фірми, що працюють у космічному просторі, зобов'язані утримувати такий відділ. Зазвичай він є найбільш збитковим, найменш технічно забезпеченим, а робота в ньому, попри небезпеку, досить низько оплачується у порівнянні з іншими відділами. У «Текнорі» Відділ Розчищення жартома називають «урізаним» відділом, напіввідділом або недовідділом, оскільки число тих, хто працював у ньому, рідко перевищує половину обов'язкового штату. У цей відділ приходить Ай Танабе — нова співробітниця, навколо якої й побудована історія.
Сюжет як манґи, так і серіалу в основному розгортається навколо прибирання космічного сміття, проте нудна робота в космічній мегакорпорації стає тлом для розкриття характерів та прагнень персонажів, а також постановки філософських питань про потяг людства до невідомого.

## Реалізм
На відміну від переважної більшості космічних «аніме-опер» та фантастичних фільмів й серіалів, «Planetes» представляє глядачеві абсолютно реалістичний погляд на майбутнє освоєння космічного простору. У серіалі немає гігантських кораблів, інопланетних імперій, польотів через гіперпростір та зоряних війн. У 2075 людство все ще не вибралося за межі марсіанської орбіти, кораблі, крім міжпланетних, використовують хімічне паливо, а проблема сміття на орбіті стає все серйознішою. Епічні вигадки режисерів замінюються тут суворою прозаїкою реального космосу: гуркіт вибухів та ревіння двигунів у вакуумі не поширюються, єдине що ви зможете почути, перебуваючи у відкритому космосі, — це шум власних двигунів (він передається через матеріали корабля та скафандру), а також голос колеги у навушниках. Кораблі та всі тіла переміщуються, як і належить космічним тілам, по орбіті, а човник не може виконувати ефектні маневри, миттєво гальмуючи при відключенні двигуна, або різко змінюючи напрямок руху, оскільки крім величезної витрати палива і неминучого сходження з орбіти, корабель позбувся б екіпажу через жахливі перевантаження. Промінь лазера у космосі невидимий, зброєю може стати будь-який предмет, навіть дуже малий. Показані всі види хвороб, що загрожують космонавту: остеопороз (вимивання з кісток кальцію), променева хвороба, рак, психологічне стомлення. Манґа та серіал постійно посилається на історію космонавтики та ракетної техніки, на її піонерів — К. Е. Ціолковського, Роберта Годдарда, Вернера фон Брауна, Германа Оберта. Показані ключові моменти освоєння космосу — Фау-2, перший супутник, політ Лайки, перший політ людини в космос, перші кроки людини на Місяці, Скайлеб, «Мир», шаттл «Індевор», Міжнародна космічна станція.